# Coquillards
Als Coquillards (deutsch: Coquillarden, oft auch mit „Muschelbrüder“ übersetzt) bezeichneten sich im 15. Jahrhundert die Angehörigen einer kriminellen Bande in Nordfrankreich, der 1455 in Dijon der Prozess gemacht wurde.

## Zur Wortgeschichte im Alt- und Mittelfranzösischen
Das altfranzösische Wort coquillard ist abgeleitet von coquille (aus lateinisch conchyila), das „Muschel(schale)“ bzw. „Schneckengehäuse“ bedeutet. Im Altfranzösischen bezeichnet coquillard  den „betrogenen Ehemann“ oder im Gegenteil den „Liebhaber einer verheirateten Frau“, in der weiblichen Form coquillarde die „Frau, die ihren Ehemann betrügt“, entsprechend der sexuell übertragenen Bedeutungen von altfranzösisch coquille, „männliches oder weibliches Geschlechtsteil“.
In der altfranzösischen und mittelfranzösischen Bedeutungsentwicklung sind Überkreuzungen möglich mit coquin („Landstreicher“, „Bettler“), coquinaille („Bande von coquins“), coquinerie („Landstreicherei“, „Bettelei“, „Betrügerei“), coquelarder („schmarotzen“, „sich als Schmarotzer durchschlagen“), coquellerie („zügellose Lebensweise“, „Libertinage“), coquelier („sich als Schürzenjäger betätigen“).
Im 17. Jahrhundert belegt Cotgrave (1611) vendre ses coquilles (wörtlich „seine Muscheln verkaufen“, in dem übertragenen Sinn „betrügen“, „für dumm verkaufen“, „Wertloses verkaufen“), und Chereau (1628) schließlich coquillard als „Jakobspilger“ oder „Bettler, der sich als Jakobspilger“ ausgibt (s. u.).

## Die Coquillarden von Dijon
Die erhaltenen Dokumente aus dem Prozess von 1455 wurden von Lazare Sainéan (1912) ediert und bilden im Wesentlichen schon die ganze historische Überlieferung zu den Coquillarden von Dijon. Danach pflegten die Mitglieder untereinander eine Geheimsprache, die Jargon genannt wurde (certain langaige de jargon), und die Außenstehende nicht verstehen konnten (un langaige exquiz que aultres gens ne scevent entendre). Zudem hatten sie geheime Erkennungszeichen. Sie bezeichneten sich in ihrer Sprache als coquillards oder compagnons de la coquille und ihr Oberhaupt als „König der Coquille“ (roy de la coquille), was vermutlich in Entsprechung zu den spätmittelalterlichen ständisch-korporativen Organisationsformen der fahrenden Händler und Bettler (gueux, „Geusarden“) zu sehen ist. Ihr Hauptquartier in Dijon, wo sie sich seit etwa zwei Jahren bemerkbar gemacht hatten, soll das Bordell eines gewissen Jacquot de la Mer gewesen sein, wo ihr Treiben folgendermaßen beschrieben wird:

„Sie tun nichts anderes als trinken, essen und viel Geld ausgeben, spielen Würfel,

Karten, Brettspiele und andere Spiele; sie halten ständig, und besonders nachts, im

Bordell Zusammenkünfte, wo sie ein schmutziges, verächtliches und zügelloses Leben

von Kupplern und Wüstlingen führen und ihr ganzes Geld verlieren und ausgeben; und

dies treiben sie, bis ihnen kein Pfennig und keine Kupfermünze mehr übrig bleibt.

Und dann, nachdem sie ihren armen Freudenmädchen, die sie in dem besagten Bordell

unterhalten, alles, was sie von ihnen kriegen können, abgenommen haben, brechen

einige von ihnen auf, und niemand weiß wohin, und bleiben manchmal zwei Wochen

weg und ein andermal einen Monat oder sechs Wochen. Und die einen kommen zu

Pferd wieder, andere zu Fuß, gut gekleidet und angezogen, fein geschmückt mit Gold

und Silber, und dann beginnen sie wieder mit einigen anderen, die auf sie gewartet

haben, oder mit Neuhinzugekommenen ihre gewohnten Spiele und Ausschweifungen.“

In ihren kriminellen Tätigkeiten werden sie  als Einbrecher (crocheteurs, so benannt nach den zum Aufbrechen von Türen und Kisten benutzten Haken), Betrüger (Falschmünzer, Wechselbetrüger, Betrüger mit falschen Preziosen), Trickbetrüger (die in der Herberge ihre eigenen Sachen und die des Wirts heimlich fortschaffen und sich dann selbst als bestohlen ausgeben), Wegelagerer, Räuber und Mörder beschrieben. 27 Personen, darunter auch mehrere Gaskogner, ein Spanier, ein Italiener, ein Savoyarde und ein Schotte, wurden in dem Prozess namhaft gemacht und mehrere von ihnen zum Tode oder zu anderen schweren Strafen verurteilt. Obwohl die Coquillarden ersichtlich nicht nur in der Gegend von Dijon operierten und mindestens nach Paris (s. u.) Beziehungen unterhielten, sind sie doch erst bei modernen Literaten zur am meisten gefürchteten Räuberbande Frankreichs, mit einem angeblichen Hauptquartier in Paris, avanciert, wofür die erhaltenen historischen Quellen aber nichts hergeben.

## François Villon und die Coquillarden
In einer Beziehung zu den Coquillarden stand auch der bedeutendste Dichter des französischen Spätmittelalters, François Villon. Villon werden insgesamt elf Balladen im Jargon zugeschrieben. Die zweite dieser Balladen spricht ihr Publikum ausdrücklich als coquillars an und bezieht sich außerdem anspielungsweise auf die Hinrichtung zweier Personen, Regnier de Montigny und Colin de Cayleux, von denen der Name des ersten in den Quellen zum Prozess von Dijon genannt wird und der zweite zu den crocheteurs gehörte, mit denen Villon selbst als Einbrecher aktenkundig wurde.
Regnier de Montigny wird von Villon auch schon im sogenannten Kleinen Testament (um 1456) erwähnt und dort als Edelmann oder „edler Mann“ (noble homme) apostrophiert, dem Villon als fiktives Legat drei Jagdhunde vermacht. Er wurde um 1429 in Bourges geboren und entstammte einer angesehenen Adelsfamilie mit hochrangigen Vertretern u. a. in der Pariser Justiz. Sein Vater, Jean de Montigny, königlicher Brotmeister und Mitglied des Pariser Stadtparlaments, hatte durch den Einzug der Burgunder in Paris einen großen Teil seines Vermögens verloren und war früh verstorben. Regnier absolvierte ein Studium und empfing die niederen Weihen. Er wird nicht mittellos gewesen sein, sah sich aber durch den Vermögensverlust der Familie und hohe Mitgiftzahlungen an zwei Töchter seines Vaters aus zweiter Ehe benachteiligt und schloss sich, wie es heißt, „verschiedenen Gesellschaften junger Leute“ (plusieurs compaignies de jeunes gens, jeunes gens par lesquelx s’est gouverné autrement qu'à point) an, mit denen er eine Reihe von Verbrechen, darunter Kirchenraub, Einbruch, Trickbetrug und Falschspiel, beging. Nach verschiedenen Verhaftungen in Tours, Bordeaux und Paris sowie einer durch Begnadigung wieder aufgehobenen Verurteilung wegen Mordes wird er 1457 erneut wegen Kirchenraubes und anderer Vergehen in Paris verhaftet und zum zweiten Mal zum Tode verurteilt, auf ein Gnadengesuch seiner Verwandten hin wird das Urteil jedoch im September 1457 durch einen königlichen Gnadenerlass in eine einjährige Kerkerstrafe umgewandelt, mit der Auflage, dass er anschließend eine Pilgerreise zum Grab des Heiligen Jakob unternehmen und dies durch eine Bescheinigung der dortigen Kirche nachweisen solle. Der Gnadenerlass wurde vom Klagevertreter der Stadt wegen Unvollständigkeit der zugrundegelegten Tatsachen angefochten, und es ist anzunehmen, dass der Prozess zuletzt doch noch zu jener Hinrichtung am Galgen führte, auf die sich die zweite Jargonballade anspielungsweise bezieht.
Colin de Cayeux, Sohn eines Schlossers und, wie Regnier und Villon selbst, studierter und unverheirateter clerc, hatte seit den 1450er-Jahren eine Reihe von Verhaftungen in Paris, Bayeux und Rouen hinter sich gebracht und sein technisches Geschick als crocheteur u. a. auch durch einen Ausbruch aus dem Gefängnis des Erzbischofs von Rouen unter Beweis gestellt. Gemeinsam mit Villon, Guy Tabarie und einem Dom Nicolas hatte er am Weihnachtsabend 1456 einen Einbruch in das Collège de Navarre verübt, bei dem 500 Goldfranken erbeutet wurde. Seine Beteiligung und die Villons kamen 1458 heraus, als Guy Tabarie verhaftet wurde und ein Geständnis ablegte. Im Sommer 1460 wurde Colin de Cayeux in der Diözese von Beauvais gefasst und nach Paris überstellt. Der Ausgang des Prozesses, in dem er für verschiedene Vergehen, darunter auch den Einbruch von 1456, zur Rechenschaft gezogen werden sollte, ist nicht dokumentiert, aber Villons Anspielung auf Colin im „Großen Testament“ (um 1461) suggeriert, dass Colin zu dieser Zeit bereits hingerichtet worden war.

## Die Coquillarden bei Ollivier Chereau

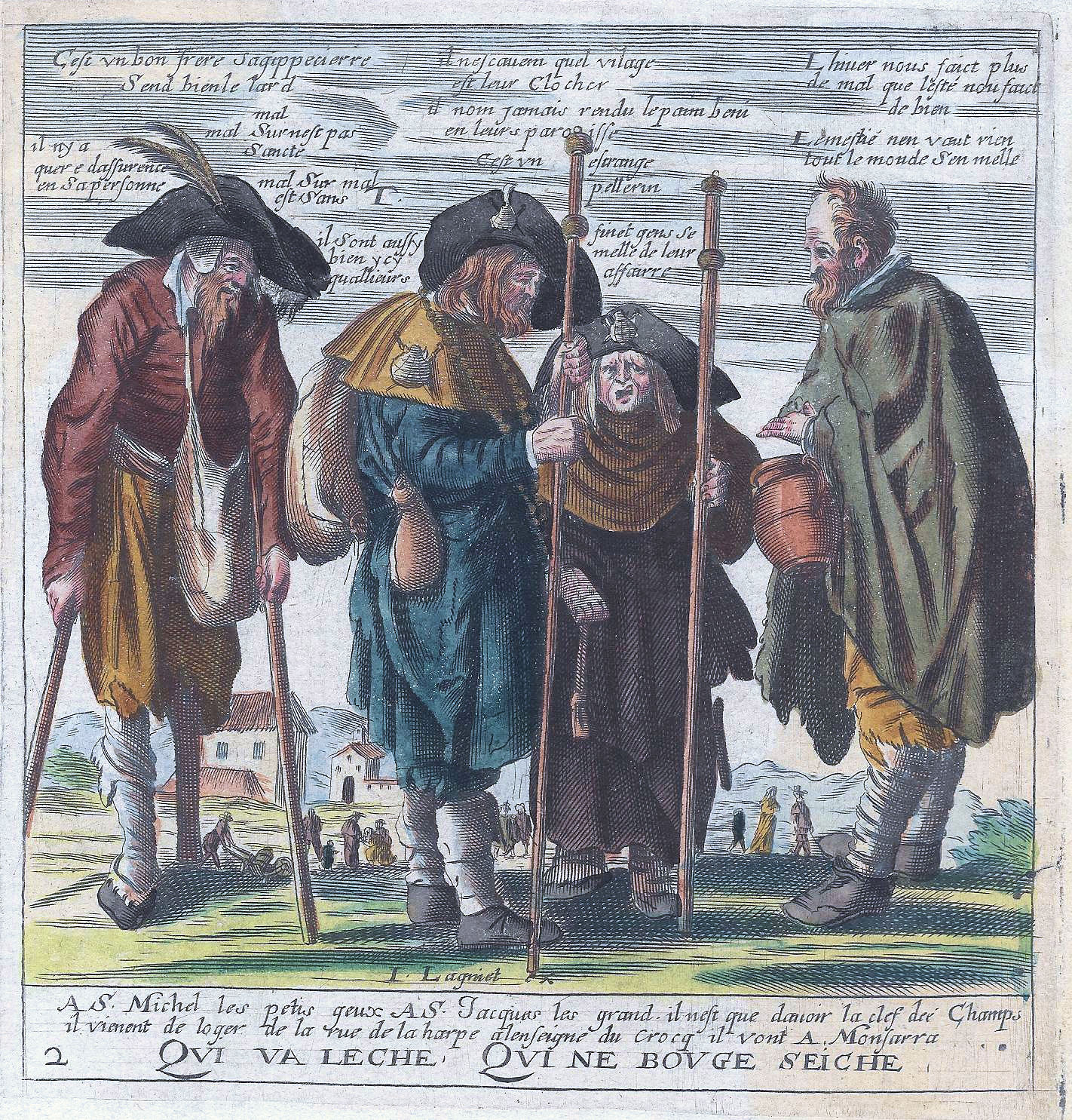
Satirischer Kupferstich auf die St. Jakobspilger von Jacques Lagniet 1657

Ollivier Chereau, Tuchhändler aus Tours, gibt in seiner 1628 anonym erschienenen und seither mehrfach wieder abgedruckten Schrift „Le jargon ou langage de l’argot reformé“ einen Abriss der Geschichte, Sprache und Organisationsform des Bettelkönigtums der Geusarden und erläutert hierbei als eine der verschiedenen Untergruppen auch die Coquillards: das seien die Pilger des Heiligen Jakob und in den meisten Fällen ehrliche Leute, aber es gebe auch solche, die sich betrügerisch als Jakobspilger ausgäben, Heimatlose, die weder jemals am Grab des Apostels, noch seit langem in ihrer Heimatpfarre gewesen seien und ihren Tribut dem Grand Coesre, dem König der Geusarden, entrichteten. In der Beziehung auf Pilger oder Jakobspilger, die sich dadurch erklärt, dass solche Pilger als Erkennungszeichen am Hut oder Gewand die Jakobsmuschel trugen und Muscheln als Souvenirs von ihrer Reise mitbrachten und verkauften, scheint der Ausdruck coquillards allerdings vor Chereau nicht geläufig gewesen zu sein, so dass fraglich ist, ob man seine Erklärung zur Deutung der Coquillarden des 15. Jahrhunderts und ihres Namens schon heranziehen kann.

## Trivia
Die Coquillards wurden auch musikalisch gewürdigt, etwa mit der "Ballade von Pierre dem roten Coquillard" von Peter Rohland. Der Song findet sich auch in Band 2 ("Liederkiste") des Liederbuchs Student für Berlin.